# Colocleora contemptaria
Colocleora contemptaria är en fjärilsart som beskrevs av Antonius Johannes Theodorus Janse 1932. Colocleora contemptaria ingår i släktet Colocleora och familjen mätare. Inga underarter finns listade i Catalogue of Life.